# Persius
Persius, nume complet Aulus Persius Flaccus, (n. 4 decembrie 34 d.Hr., Volterra, Toscana, Italia – d. 24 noiembrie 62 d.Hr., Roma, Imperiul Roman) a fost un poet și satirist roman de origine etruscă. În lucrările sale, poezii și satire, el arată o înțelepciune stoică și o critică puternică pentru ceea ce el considera a fi abuzurile stilistice ale poeților contemporani lui. Lucrările sale, care au devenit foarte populare în Evul Mediu, au fost publicate după moartea sa de către prietenul și mentorul său, filosoful stoic Lucius Annaeus Cornutus.

## Legături externe
- Lucrări de Persius la Proiectul Gutenberg
- Opere de sau despre Persius la Internet Archive
- Online Galleries, History of Science Collections, University of Oklahoma Libraries Arhivat în 25 august 2019, la Wayback Machine. High resolution images of works by Persius in .jpg and .tiff format.
- Auli Persii Flacci satirarum liber, cum scholiis antiquis, Otto Jahn (ed.), Lipsiae, typis et impensis Breitropfii er Baertelii, 1843.
- The Life of Aulus Persius Flaccus from Suetonius's De Viris Illustribus

## Vezi și
- Listă de scriitori de limba latină

1. 1 2 3  RSKD / Persii[*] Verificați valoarea |titlelink= (ajutor)
2. ↑  Mirabile: Archivio digitale della cultura medievale
3. ↑  CONOR.SI[*] Verificați valoarea |titlelink= (ajutor)